# In 3 Tagen bist du tot
In 3 Tagen bist du tot ist ein österreichischer Horrorthriller von Andreas Prochaska aus dem Jahr 2006. Der Film handelt von einer jugendlichen Clique im oberösterreichischen Salzkammergut, die sich eines Tages mit Morddrohungen per SMS konfrontiert sieht, denen bald darauf auch Taten folgen.

## Handlung
Eine Clique feiert die bestandene Matura. Plötzlich erhält jeder eine SMS mit dem Text: „In 3 Tagen bist du tot!“ Keiner der Freunde schenkt der SMS besondere Aufmerksamkeit, man glaubt an einen üblen Scherz. Doch noch am selben Tag verschwindet Martin, der Freund von Nina, spurlos. Nina glaubt sofort an ein Verbrechen und geht zur örtlichen Polizeiwache, wo sie jedoch vom Polizisten abgewimmelt wird. Er könne nichts machen, solange die Person nicht 24 Stunden abgängig sei. Am nächsten Tag taucht Martins Leiche im Traunsee auf. Er wurde gefesselt und mit einem Gewicht beschwert ins Wasser geworfen. Wenig später wird Nina gefesselt und entführt. In einem Haus am See kommt sie zu sich und versucht verzweifelt, sich zu befreien. Plötzlich kommt ihr Patrick zu Hilfe. Hatte die Clique ursprünglich Patrick in Verdacht, sich an ihnen für Hänseleien in der Kindheit rächen zu wollen, befreit er nun Nina. Auf der Flucht wird Patrick jedoch gepackt und getötet, während Nina fliehen kann, auf die Straße läuft und von einem Polizeiwagen angefahren wird.
Nach einem Tag im Krankenhaus glaubt Nina, die das mit einer Kapuze bedeckte Gesicht des Täters kurz gesehen hat und gemeinsam mit ihren Freunden einen Verdacht hat, den Mörder identifizieren zu können. Es soll sich um den Vater von Fabian Haas handeln. Der Junge brach vor einigen Jahren beim Eishockeyspielen mit der Clique in den See ein. Während die anderen flohen, konnte er anscheinend gerettet werden, verstarb jedoch drei Tage nach dem Unfall. Doch die Polizei stellt fest, dass Fabians Vater sich inzwischen erhängt hat.
Noch am selben Tag wird Alex, ein Mädchen der Clique, grausam ermordet im Familienhotel gefunden. Von nun an stehen die verbliebenen Freunde unter Polizeischutz, bestehend aus einem einzigen Beamten vor Ninas Haus, zu der auch ihre Freunde vorübergehend gezogen sind. Am frühen Morgen beschließen sie, zu dem angeblich verlassenen Haus zu fahren, in dem die Familie Haas früher wohnte. Ninas jüngere Schwester soll die Polizei rufen, wenn sie bis acht Uhr nicht wieder zurück sind. Doch sie folgt den dreien mit dem Fahrrad. Beim Beobachten des Hauses wird sie plötzlich gepackt, gefesselt und in das Haus gebracht. Die bereits im Haus befindlichen Freunde hören die Schreiversuche des geknebelten Mädchens und finden sie im Erdgeschoss. Beim Versuch sie zu befreien, betritt eine Frau das Zimmer, die sich als Erika Haas, die Mutter von Fabian, herausstellt. Einer der Freunde richtet die mitgenommene Pistole auf sie und fordert sie auf zu gehen. Doch stattdessen sticht die Frau plötzlich mit einem Messer in seinen Bauch. Es kommt zum Kampf. Nina wird gefesselt, Mona fällt beim Fluchtversuch auf einen spitzen Zaunpfosten.
Während Nina auf den See gefahren wird, kann sich Mona noch einmal aufraffen und zur nächsten Straße kriechen. Im selben Augenblick fährt der Polizist, der ebenfalls nochmal das Haus am See überprüfen wollte, vorbei. Er fordert Verstärkung an und lässt das schwer verletzte Mädchen ins Krankenhaus bringen. Eine Spezialeinheit befreit Ninas Schwester, die immer noch gefesselt im Haus liegt.
Als Nina selbst in den See geworfen werden soll, kann sie ein Messer ergreifen, das neben ihr auf den Boden gefallen war, und es der Mörderin in den Bauch stoßen. Diese stürzt daraufhin in den See. Nina glaubt sich in Sicherheit, merkt dann aber, dass sie, die Frau und ein Betonklotz an dasselbe Seil gebunden sind. Sie versucht sich loszuschneiden, wird aber mit ins Wasser gerissen. Mittlerweile haben die Spezialeinsatzkräfte jedoch das Boot entdeckt und Taucher können Nina befreien. Im Krankenhaus wacht sie neben Mona auf.

## Hintergrund
Der Film war die erste kommerziell ausgerichtete österreichische Filmproduktion, deren Protagonisten ausschließlich mit Laiendarstellern besetzt und die im regionalen Dialekt gedreht wurde. Bekannte Schauspieler finden sich nur in Nebenrollen. Zugleich ist es einer der ersten Slasher-Filme Österreichs.
Der mit nur zwei Millionen Euro Budget für einen heutigen österreichischen Film durchschnittlich ausgestattete Film sollte dem Vergleich mit etablierten und wesentlich aufwändiger hergestellten US-Teenie-Horrorfilmen standhalten und beweisen, dass dieses Genre auch in Österreich möglich ist. Um den Film in Sprache und Schauspielerauswahl österreichisch zu halten, hat man bewusst auf eine Co-Produktion mit Deutschland, die einen höheren Budgetrahmen und somit eine aufwändigere Produktion ermöglicht hätte, verzichtet. Die Verwendung von in Mundart sprechenden Laienschauspielern vor dem Hintergrund der urtümlichen Kulisse des Salzkammerguts hat zudem den Effekt, den Film authentischer wirken zu lassen.
Der Beweis gelang, dass ein Teenie-Schocker nach bewährtem US-amerikanischen Muster auch in Österreich erfolgreich realisierbar ist. Mit 82.500 Kinobesuchern ist der Film die nach We Feed the World zweiterfolgreichste österreichische Produktion des Jahres 2006.

## Produktionsangaben
Gedreht wurde der Film zwischen August und September 2005 im oberösterreichischen Ebensee, in Pinsdorf, in Bad Ischl, Wien und Korneuburg (die Krankenhausszenen). Förderungen kamen vom Österreichischen Filminstitut, dem Filmfonds Wien (21.951 Euro Referenzmittel) sowie dem Land Oberösterreich. Zudem wurde der Film im Rahmen des Film-/Fernseh-Abkommens hergestellt.
Der Film wurde am 7. August 2006 am Internationalen Filmfestival von Locarno erstmals der Öffentlichkeit vorgestellt. Die Österreich-Premiere fand am 15. September 2006 im Kino Ebensee statt. Regulärer Filmstart in Österreich war der 22. September 2006. In der deutschsprachigen Schweiz erfolgte der Kinostart am 18. Januar 2007, in Deutschland am 22. Februar 2007. Neben den 82.618 Kinobesuchen, die der Film in Österreich hatte, sahen den Film auch 28.934 Personen in der Türkei, 10.068 in Deutschland, 5.092 in Spanien und 1.934 in der Schweiz.

## Fortsetzung
2007 begannen Allegro Film und Regisseur Andreas Prochaska aufgrund des Erfolges die Arbeit an der Fortsetzung In 3 Tagen bist du tot 2. Sabrina Reiter, deren Figur Nina im ersten Teil überlebt hat und nun von der Vergangenheit eingeholt wird, ist Hauptdarstellerin.
Sie begibt sich im Winter auf die Suche nach ihrer Freundin Mona und gelangt auf einen einsam gelegenen Bergbauernhof in Tirol, wo sie nicht nur ein Verbrechen aufdeckt, sondern von der dort wohnenden seltsamen Familie gefangen genommen und fast umgebracht wird. Erst zum Schluss wird ihr wieder bewusst, dass die Suche nach Mona sinnlos war, da diese ihre Verletzungen im ersten Film nicht überlebt hat.
Gedreht wurde im Salzkammergut und in Tirol/Kaunertal im Februar und März 2008. Der Film kam am 25. Dezember 2008 in die österreichischen Kinos. Österreichpremiere hatte er am 12. Dezember im Innsbrucker Metropol Multiplexx.

## Trivia
Laurence Rupp und Sabrina Reiter, die im Film ein Liebespaar mimen, kamen sich auch im privaten Leben näher und haben einen Sohn.
Als der Film in Österreich in die Kinos kam, war der Wahlkampf zur Nationalratswahl 2006 in vollem Gange. So kam es auf Plakatwänden und -säulen mitunter zum ungewollt komischen Aufeinandertreffen der mit großen Lettern den Film ankündigenden „In 3 Tagen bist du tot“-Kampagne mit der fast ausschließlich aus dem Abbild Wolfgang Schüssels bestehenden ÖVP-Wahlkampagne.

## Kritiken
- www.filmstarts.de: „Insgesamt hat der Film damit qualitativ wesentlich mehr mit seinen amerikanischen Vorgängern denn solchem Euro-Horrormüll wie Swimming Pool (2001) gemein. Und so funktioniert ‚In 3 Tagen bist Du tot‘ nach dem Motto ‚Gut geklaut ist besser als schlecht selbst gemacht‘, wobei sich der auf den ersten Blick so unpassende Ösi-Akzent und die kleinbürgerliche Behäbigkeit des urigen Dorfes als überraschende Pluspunkte herausstellen.“

- Profil in der Ausgabe vom 18. September 2006: „Die Formeln der jugendkulturell unterfütterten Blutoper Hollywood’scher Bauart (siehe ‚Ich weiß, was du letzten Sommer getan hast‘) lassen sich ohne größere Reibungsverluste auch ins Salzkammergut übertragen, ja noch in ihrer Wirksamkeit steigern: Souverän inszeniert und von einem motivierten Ensemble getragen, etabliert ‚In 3 Tagen bist du tot‘ die Provinzidylle als Angstlandschaft, in der jugendliche Existenzsorgen ihre lebensweltliche Erdung erfahren und zugleich einer metaphorischen Überhöhung zugeführt werden.“

- film-dienst 4/2007: „Sich an die Regeln des Genres haltender Teenie-Slasherfilm, glaubwürdig gespielt und solide inszeniert. Geschickt nutzt er diverse Wasser-Metaphern, um auf eine lange zurückliegende Untat zu verweisen.“

## Auszeichnungen
- 2006: Undine Awards: Sabrina Reiter als beste Filmdebütantin und Publikumspreisträgerin
- 2007: Diagonale: Preis „innovative Produktionsleistung“ der Verwertungsgesellschaft für Audiovisuelle Medien
- 2007: Österreichischer Filmpreis